# Olivia Addams
Adriana Livia Opriș, bolj znana kot Olivia Addams, romunska pevka in besedilopiska, * 17. september 1996.
Znana je kot članica skupine Jealous Jealous. Večjo popularnost je dosegla leta 2020 po izdaji singla »Dumb«.

## Zgodnje življenje
Adriana Livia Opriș se je rodila dne 17. septembra leta 1996 v Bukarešti v Romuniji, mami odvetnici in očetu ekonomistu. Adriana je začela peti pri treh letih, ko je pela v otroškem pevskem zboru Allegretto iz Bukarešte. Ko je pela v zboru, je v štirinajstih letih potovala po svetu in nastopala v številnih državah, vključno z Japonsko, ZDA, Kitajsko, Singapurjem, Mehiko in po vsej Evropi. Olivia je eno leto študirala v Nemčiji, ker se je želela naučiti nemščine, nato pa se je vrnila v Romunijo, kjer je nadaljevala s fakulteto in magisterijem.

## Kariera
Leta 2018 se je Olivia Addams pojavila v singlu »Love Poison« izvajalca Petea Kingsmana. Leta 2019 je pevka posnela svoj debitantski singel z naslovom »Sick Lullaby«. Pesem je postala popularna v državah bivše Sovjetske zveze. V Ukrajini je postala pesem uspešnica. Istega leta se je pridružila tudi skupini Jealous Friend, s katero je leta 2019 posnela tri pesmi: »Who's Gonna Love You« (skupaj z Jessejem Zagato), »In My Mind« in »Cold«.
Leta 2020 je Olivia Addams izdala pesem »I'm Lost«, sledil pa mu je še »Dumb«. Pesem se je na poljskih glasbene lestvice uvrstila na 9. mesto. Avgusta 2020 je izdala naslednjo pesem »Fish in the Sea«. Istega leta je s skupino Jealous Friend posnela tri pesmi: »Wanna Say Hi« (z Bastianom), »Himalayas« (s Tobijem Ibitoyejem) in »To The Moon And Back«. Novembra 2020 je izdala singel »Are We There?«, s katerim so si prizadevali za ozaveščanje in boj proti ustrahovanju. Decembra 2020 je z romunskim plesalcem Emilom Renglejem izdala božični singel z naslovom »Merry Tik Tok«.
16. aprila 2021 je Olivia Addams izdala singel »Stranger« pri glasbeni založbi Global Records in Creator Records. Pesem je postala uspešna v državaj bivše Sovjetske zveze. Prav tako je aprila 2021 izdala singl »Believe« s skupino Jealous Friend.
Maja leta 2021 so Addamsovo povabili na Poljsko. Med obiskom je dala intervju s Paulino Krupińsko in Damianom Michałowskim v oddaji Dzień Dobry TVN, bila je tudi gostja na Radiu Eska, Radiu Zet in 4fun.tv. Zapela je tudi v duetu s Sanah, in sicer njeno pesem »Królowa dram«.
24. junija 2021 je skupaj z romunsko skupino Akcent izdala singel »Heart Attack«. Glasbo in besedilo pesmi so ustvarili Achim Marian, Adrian Sînă, Andreas Öberg, George Papagheorghe in Olivia Addams.
Potem ko je leta 2020 na The Artist Awards Romaina prejela nagrado za najboljšega novinca, je bila Olivia Addams leta 2021 nominirana tudi v treh kategorijah za »najboljšega izvajalca prihodnosti«, za »mednarodni preboj« ter »najboljšo izvajalko na TikToku«; slednjo je tudi prejela.
Od leta 2021 je skupaj s Speakom in Mariusom Mogo žirantks pri glasbeni oddaji Hit Play, ki se predvaja izključno na spletu in katere cilj je najti naslednjo glasbeno zvezdo v Romuniji.

## Diskografija

### Pesemi
- »Sick Lullaby« (2019)
- »I'm Lost« (2020)
- »Dumb« (2020)
- »We are There?« (2020)
- »Merry Tik Tok« (z Emilom Rengle leta 2020)
- »Stranger« (2021)
- »Heart Attack« (z Akcent leta 2020)
- »Chameleon« (2021)
- »Broken« (z Gromeejem leta 2021)
- »Scrisori în minor« (2021)
- »Never Say Never« (2021)